# ایلیا مارچنکو
 ایلیا مارچنکو (اوکراینی: Ілля Марченко؛ زادهٔ ۸ سپتامبر ۱۹۸۷) یک تنیس‌باز اهل اوکراین است. 